# Riserva naturale del Delta della Lena
La riserva naturale del Delta della Lena (in russo Усть-Ленский заповедник, Ust'-Lenskij zapovednik) è un'area protetta situata nel Bulunskij ulus della Repubblica di Sacha in Russia. Venne istituita in base alla decisione del Consiglio dei ministri della Repubblica Socialista Federativa Sovietica Russa del 18 dicembre 1985. La riserva naturale comprende due aree disgiunte nella regione del delta della Lena. Gli obiettivi primari che portarono alla sua istituzione furono la conservazione e lo studio dell'ecosistema.

## Geografia
Quello della Lena, con una superficie di circa 32.000 km², è il più grande delta fluviale della regione artica. Comprende migliaia di isole, laghi e bracci fluviali. Il permafrost qui si estende fino a una profondità di 500-600 m. Lo strato attivo ha uno spessore che durante la breve estate varia tra 30 e 50 cm. Durante questo periodo, la tundra ghiacciata si trasforma in una fertile zona umida, particolarmente adatta per gli uccelli acquatici.
Questo zapovednik è costituito da due aree separate nettamente diverse l'una dall'altra. La parte più grande, chiamata «Delta», copre un'area di 13.300 km² e comprende la parte settentrionale del delta della Lena, incluse le isole Dunaj nel mare di Laptev. La parte più piccola (1330 km²), chiamata «Sokol» (cioè «Falco»), comprende le pendici settentrionali alte fino a 560 m dei monti di Verchojansk, delimitati ad ovest dalla Lena e a nord e ad est dal suo effluente Bykovskaja Protoka. La riserva è circondata da una zona cuscinetto di 10.500 km².
La riserva naturale del Delta della Lena fa parte della riserva regionale del Delta della Lena, una resursnyj rezervat (ресурсный резерват), vale a dire un'area protetta nella quale è consentito lo sfruttamento sostenibile delle risorse naturali, che comprende non solo l'intero delta della Lena, ma anche le isole della Nuova Siberia e altre isole.

## Flora
Il tipo di vegetazione prevalente nella riserva naturale è la tundra, spesso caratterizzata da poligoni da cunei di ghiaccio che formano uno schema a rete. Gli stagni di forma regolare, in cui prosperano idrofite come varie specie di carici e muschi, sono separati l'uno dall'altro da bordi rialzati ricoperti di arbusti nani e muschi. Circa il 42% della riserva è occupato da habitat di acqua dolce, un altro 12% da paludi e il 5% è privo di vegetazione.
Nella riserva le specie circumpolari si mescolano a quelle proprie della Siberia orientale. Vi sono in tutto 402 specie di piante da fiore, 237 specie di licheni, 115 specie di muschi, una specie di licopodio e quattro specie di felci. Le gimnosperme sono rappresentate solamente dal larice, che forma piccole foreste nella parte meridionale del «Sokol». 24 specie di piante qui presenti sono considerate in pericolo. Tra queste vi sono la cespica Erigeron komarovii, il tarassaco Taraxacum lenaense, il papavero Papaver czekanowskii, il cinquefoglie Potentilla pulchella e la rodiola rosa (Rhodiola rosea). La fienarola Poa trautvetteri è endemica della zona.

## Fauna

### Mammiferi
Il clima rigido consente solo a pochi mammiferi di vivere nella riserva naturale tutto l'anno. Tra questi figurano l'orso polare, la volpe artica, la lepre variabile, l'arvicola del Nord, il lemming siberiano e il lemming dal collare. In estate, mandrie di renne si spostano nel delta, seguite dai lupi. Sulle montagne a sud della riserva vivono pecore delle nevi, marmotte dalla testa nera e pika boreali. Nelle acque delle bocche della Lena si trovano beluga, narvali, trichechi, foche dagli anelli e foche barbute. In tutto sono 33 le specie di mammiferi che si possono trovare nella riserva.

### Uccelli
Nella riserva naturale vivono 109 specie di uccelli, delle quali 60 nidificano qui. Le oche granaiole arrivano già alla fine di maggio, presto seguite dalle oche lombardelle e colombaccio. Le strolaghe minori e mezzane si riproducono nella tundra, mentre le colonie riproduttive di gabbiano di Ross e di Sabine si trovano proprio in riva al mare. Anche alzavole, codoni, edredoni di Steller, morette codone e re degli edredoni nidificano nella riserva. Tra le poche specie che trascorrono l'inverno nel delta vi sono il gufo delle nevi, la pernice bianca e la pernice bianca nordica. Tra i rapaci vivono qui il girifalco, lo smeriglio e il falco pellegrino. Delle 27 specie di passeriformi presenti, 17 nidificano nella riserva. I più comuni sono lo zigolo delle nevi e lo zigolo di Lapponia.
Alcuni degli uccelli presenti nella riserva, come l'oca lombardella minore, l'oca collorosso e la gru siberiana, figurano sulla Lista rossa delle specie minacciate di estinzione stilata dall'Unione internazionale per la conservazione della natura (IUCN).

### Pesci
Nel delta della Lena sono state censite 36 specie di pesci. Alcune, come la lampreda artica, il salmerino artico, la bottatrice, il nelma e il cisco artico, si riproducono qui. Varie specie di coregoni, come il tugun, il muksun e il peled, vivono spesso nella zona di transizione tra acqua dolce e salata. Inoltre, nel delta sono stati trovati anche lo storione siberiano, il taimen, il lenok, il temolo artico e il rutilo.